# Citrus australasica
Citrus australasica (tiếng Việt gọi là chanh ngón tay, từ tiếng Anh finger lime) là một loài thực vật có hoa trong họ Cửu lý hương. Loài này được F.Muell. mô tả khoa học đầu tiên năm 1858. Chanh có hình dáng dài như ngón tay, thon, trong thịt có hàng trăm hạt nhỏ bên trong như trứng cá tầm. Các loài thường được bao gồm trong chi Microcitrus chứ không phải trong chi Citrus.

|  | Citrus inodora    |
|  |                   |
|  | Citrus maideniana |
|  |                   |

|  | Citrus garrawayi    |
|  |                     |
|  | Citrus australasica |
|  |                     |

|  | Citrus inodora    |
|  |                   |
|  | Citrus maideniana |
|  |                   |

|  | Citrus garrawayi    |
|  |                     |
|  | Citrus australasica |
|  |                     |

|  | Citrus inodora    |
|  |                   |
|  | Citrus maideniana |
|  |                   |

|  | Citrus garrawayi    |
|  |                     |
|  | Citrus australasica |
|  |                     |

|  | Citrus inodora    |
|  |                   |
|  | Citrus maideniana |
|  |                   |

|  | Citrus garrawayi    |
|  |                     |
|  | Citrus australasica |
|  |                     |

|  | Citrus inodora    |
|  |                   |
|  | Citrus maideniana |
|  |                   |

|  | Citrus garrawayi    |
|  |                     |
|  | Citrus australasica |
|  |                     |

|  | Citrus inodora    |
|  |                   |
|  | Citrus maideniana |
|  |                   |

|  | Citrus garrawayi    |
|  |                     |
|  | Citrus australasica |
|  |                     |

|  | Citrus inodora    |
|  |                   |
|  | Citrus maideniana |
|  |                   |

|  | Citrus garrawayi    |
|  |                     |
|  | Citrus australasica |
|  |                     |

|  | Citrus inodora    |
|  |                   |
|  | Citrus maideniana |
|  |                   |

|  | Citrus garrawayi    |
|  |                     |
|  | Citrus australasica |
|  |                     |

## Hình ảnh

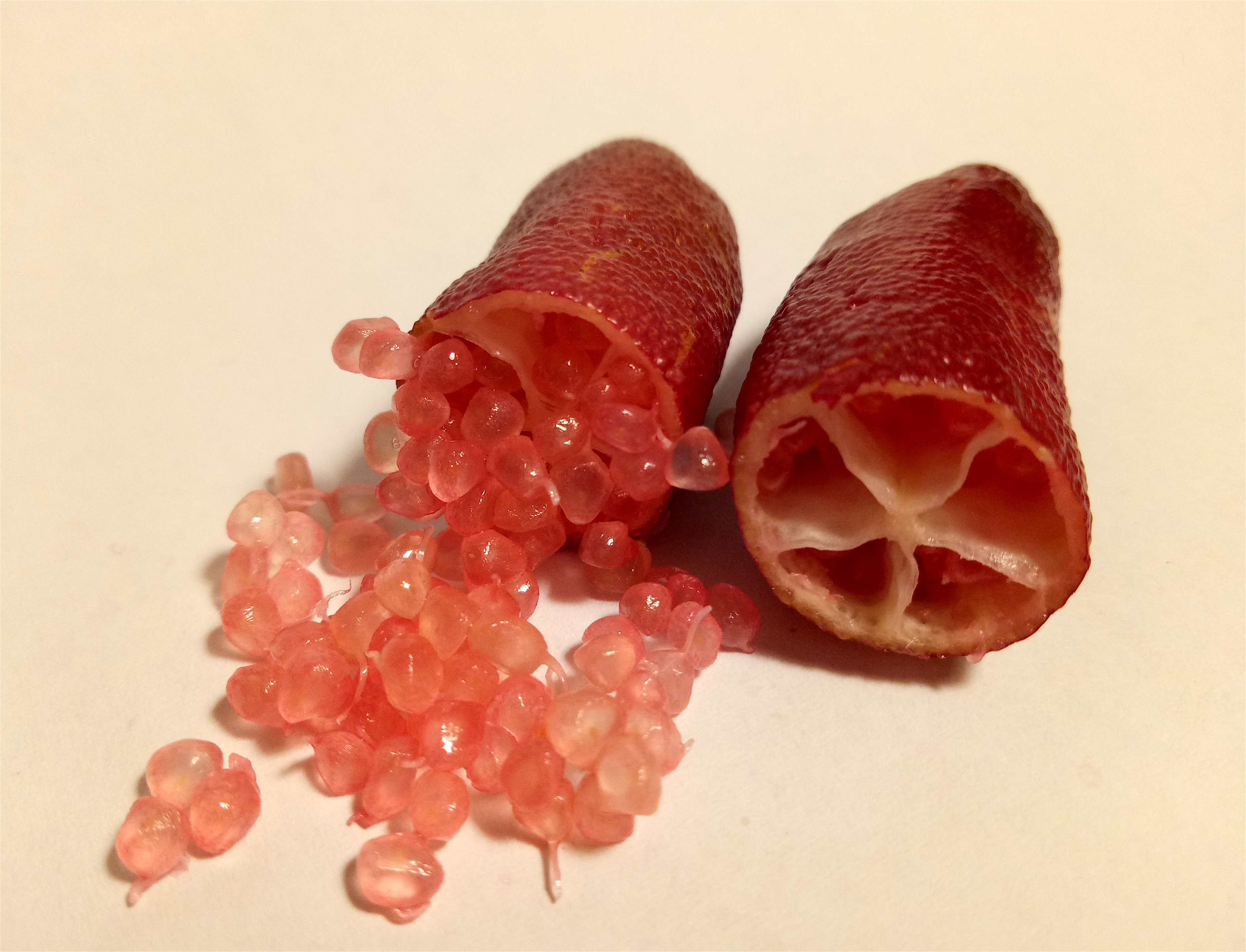
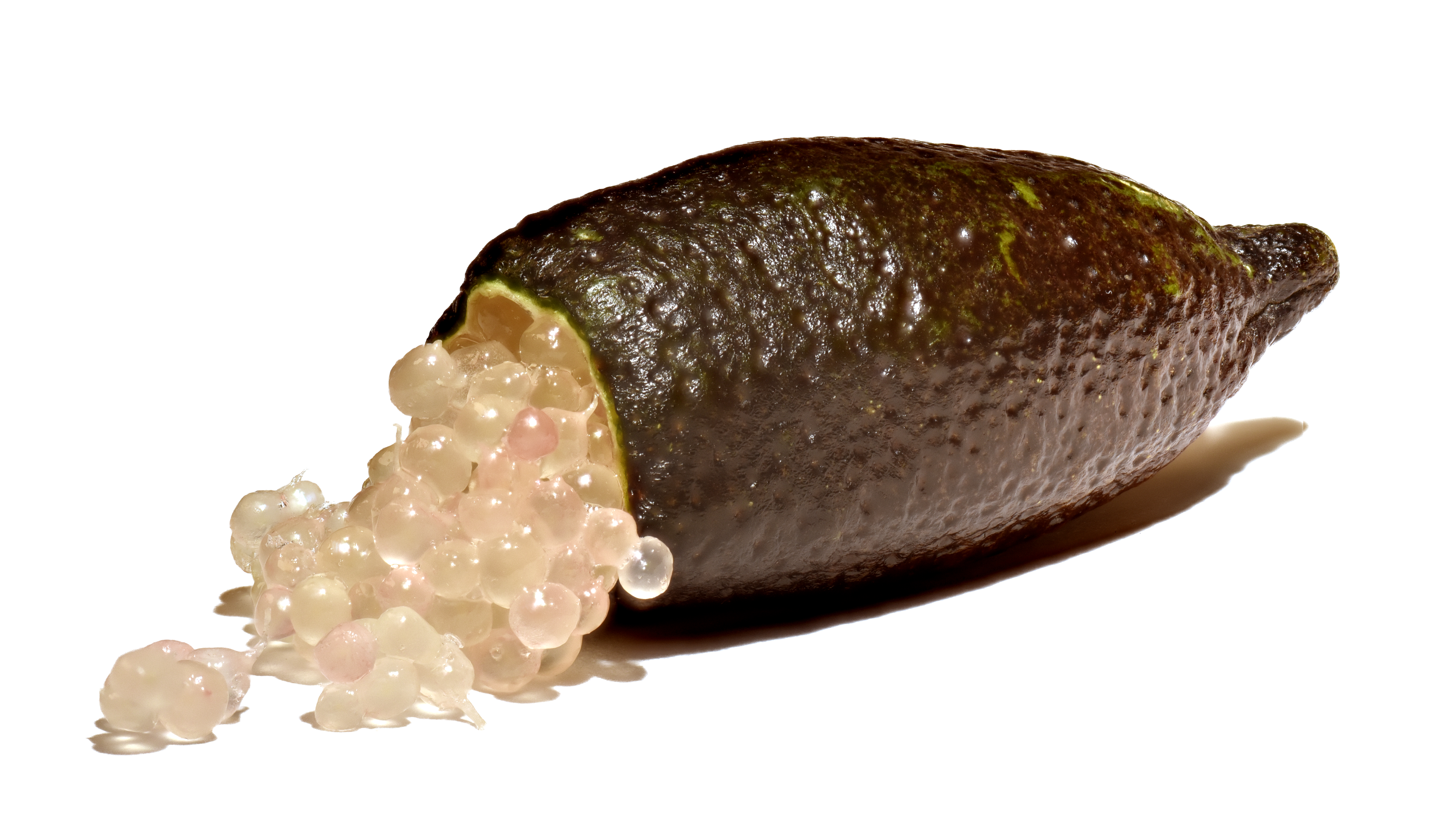
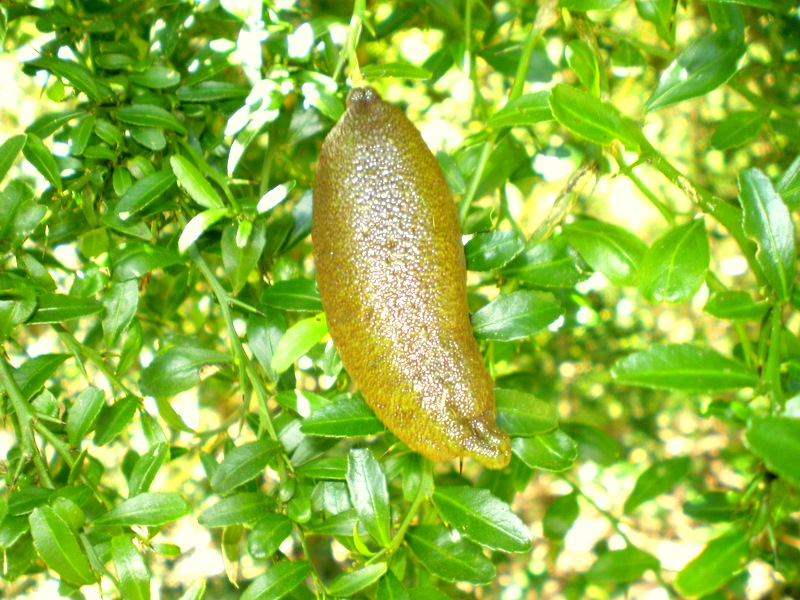
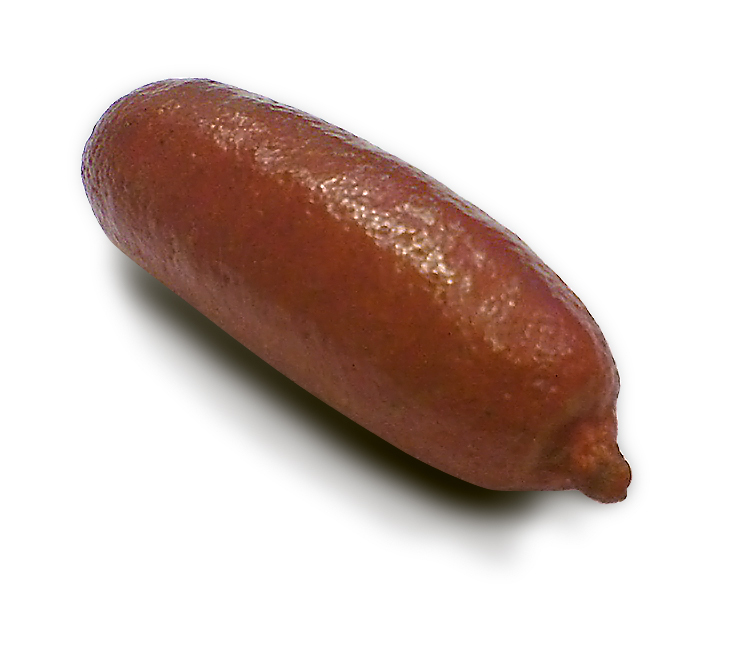
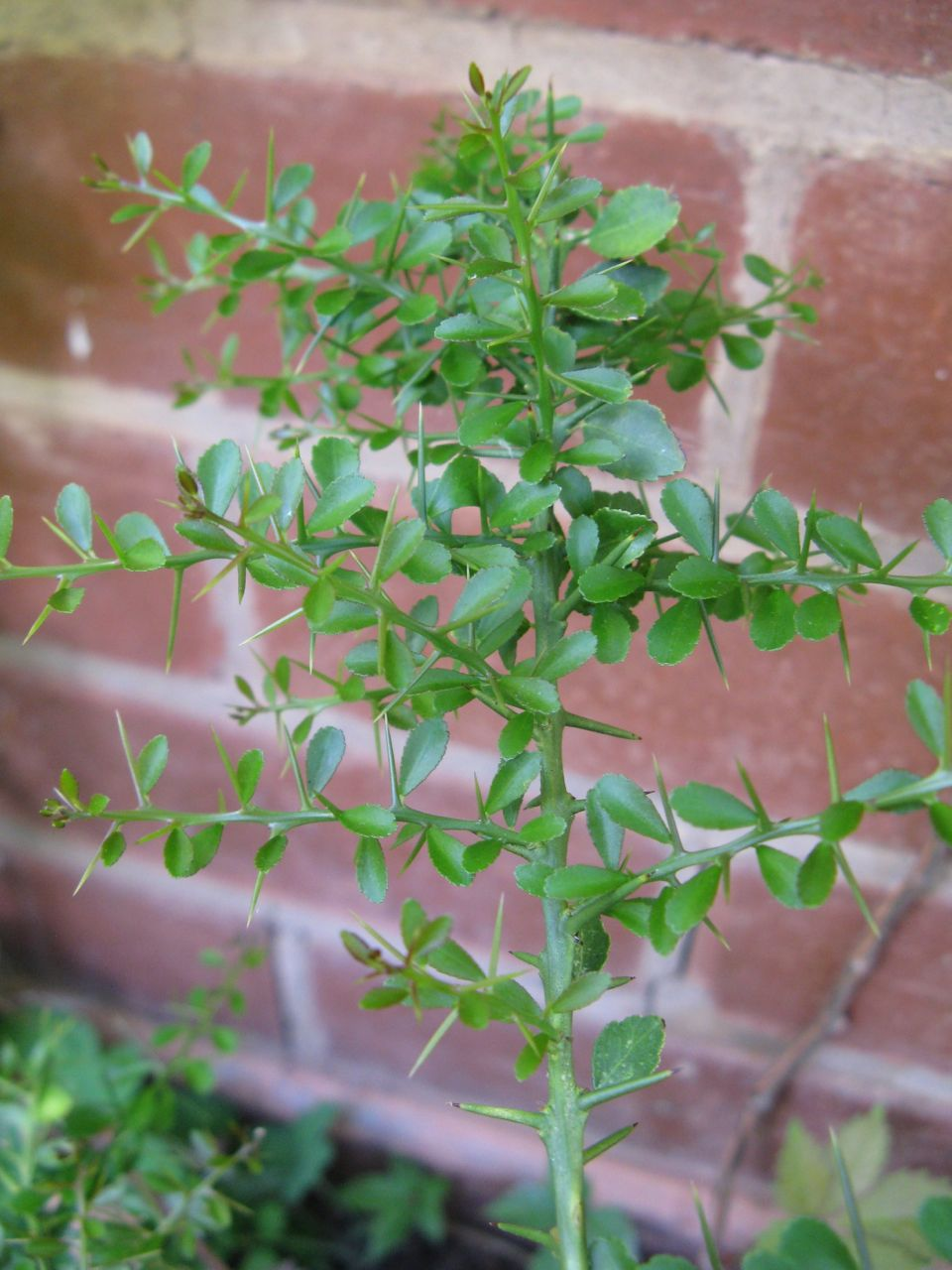
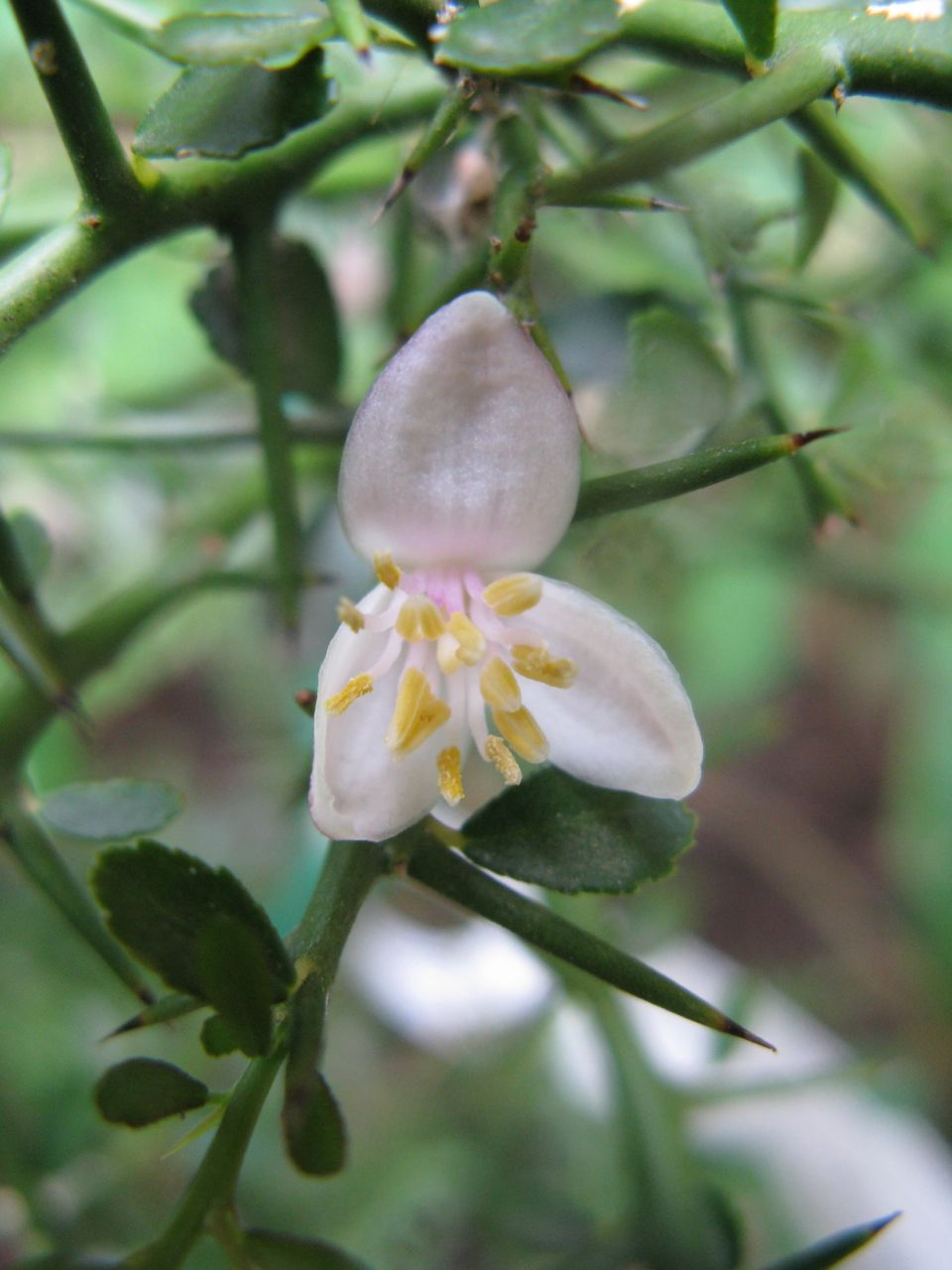